# Bonbon (Haiti)
Bonbon (Haitianisch-Kreolisch ebenfalls: Bonbon) ist eine Gemeinde im Département Grand’Anse von Haiti.

## Geschichte
Ursprünglich von den indigenen Taino besiedelt, errichteten die französischen Kolonialherren oberhalb des Naturhafens der Bucht Baie de Bonbon einen Stützpunkt.
Die eigentliche Besiedlung der Gegend um Bonbon begann nach der Unabhängigkeit Haitis im Jahr 1817 als Bezirk der Gemeinde Jérémie unter dem Namen Trou Bonbon. Im Jahr 1933 erhielt Bonbon den Status einer eigenständigen Gemeinde.
Am 4. Oktober 2016 verwüstete der Hurrikan Matthew den Südwesten Haitis. In der Gemeinde Bonbon waren verheerende Schäden zu verzeichnen.
Im Jahr 2020 entwickelten staatliche Stellen Haitis zusammen mit der Gemeinde und der Ernährungs- und Landwirtschaftsorganisation der Vereinten Nationen einen Aufbauplan für Bonbon.

## Lage und Beschreibung
Bonbon ist eine der kleinsten der 144 Gemeinden Haitis. Neben dem Stadtzentrum Ville de Bonbon besteht der Gemeindebezirk Desormeau.
Durch das Gebiet der Gemeinde Bonbon führt eine Küstenstraße, die die Gemeinde Abricots mit Jérémie verbindet. In Jérémie wird die Route Nationale RN-7 erreicht. Von Bonbon aus sind es in westlicher Richtung 11 Kilometer, in östlicher Richtung nach Jérémie 17 Kilometer.
Bonbon ist landesweit bekannt für einen typischen Bienenhonig, dessen Erzeugung und Vermarktung von der Association des apiculteurs de Bonbon (Imkervereinigung von Bonbon) organisiert und von der Ernährungs- und Landwirtschaftsorganisation der Vereinten Nationen (FAO) und dem haitianischen Umweltministerium unterstützt wird.